# Cechenena
Cechenena là một chi bướm đêm thuộc họ Sphingidae.

## Các loài
- Cechenena aegrota - (Butler 1875)
- Cechenena catori - (Rothschild, 1894)
- Cechenena chimaera - (Rothschild, 1894)
- Cechenena helops - (Walker 1856)
  - Cechenena helops interposita - Joicey & Talbot, 1921
  - Cechenena helops papuana - Rothschild & Jordan, 1903
- Cechenena lineosa - (Walker 1856)
- Cechenena minor - (Butler 1875)
- Cechenena mirabilis - (Butler 1875)
- Cechenena pollux - (Boisduval 1875)
- Cechenena scotti - Rothschild 1920
- Cechenena sperlingi - Eitschberger, 2007
- Cechenena subangustata - Rothschild 1920
- Cechenena transpacifica - Clark 1923

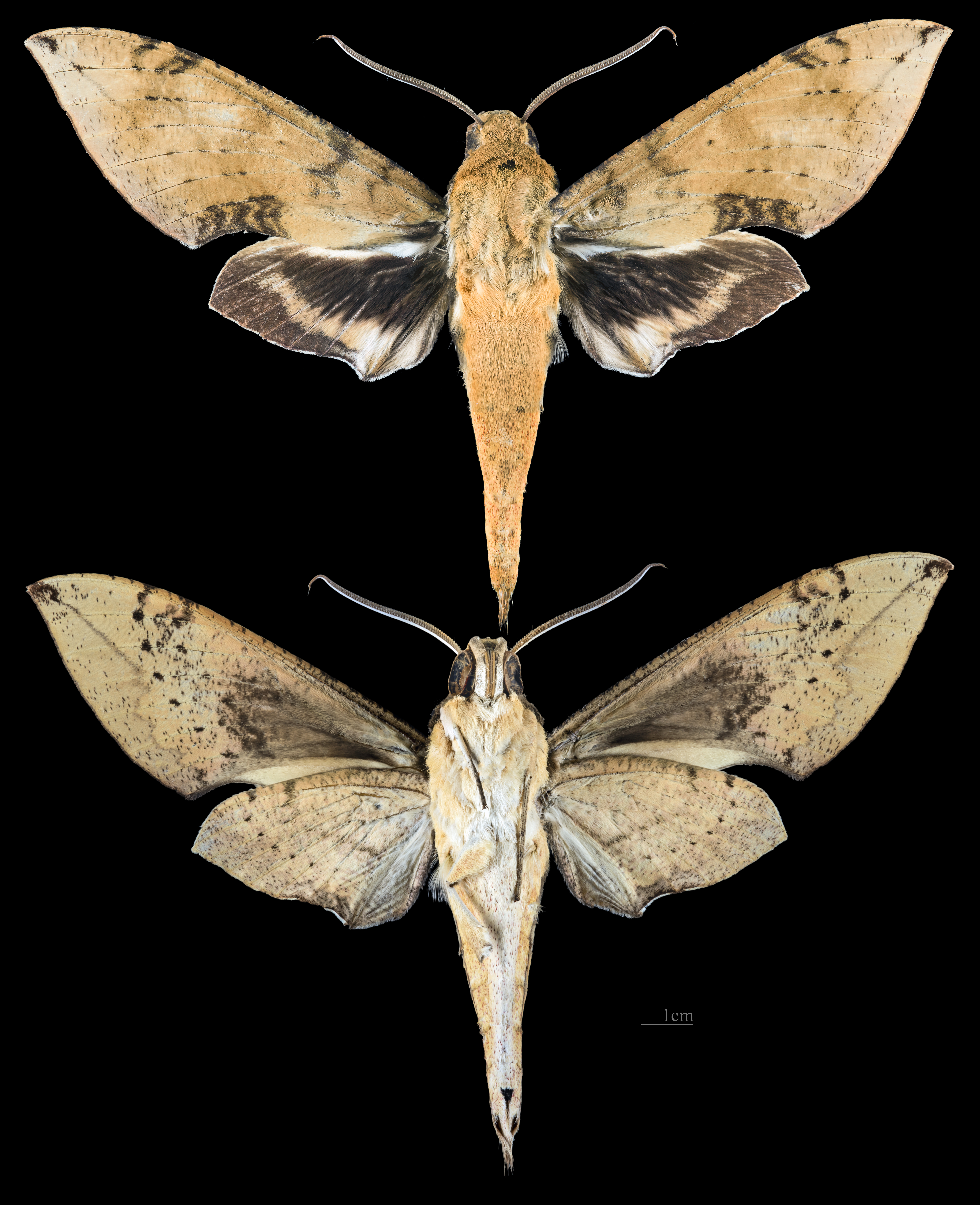
Cechenena aegrota
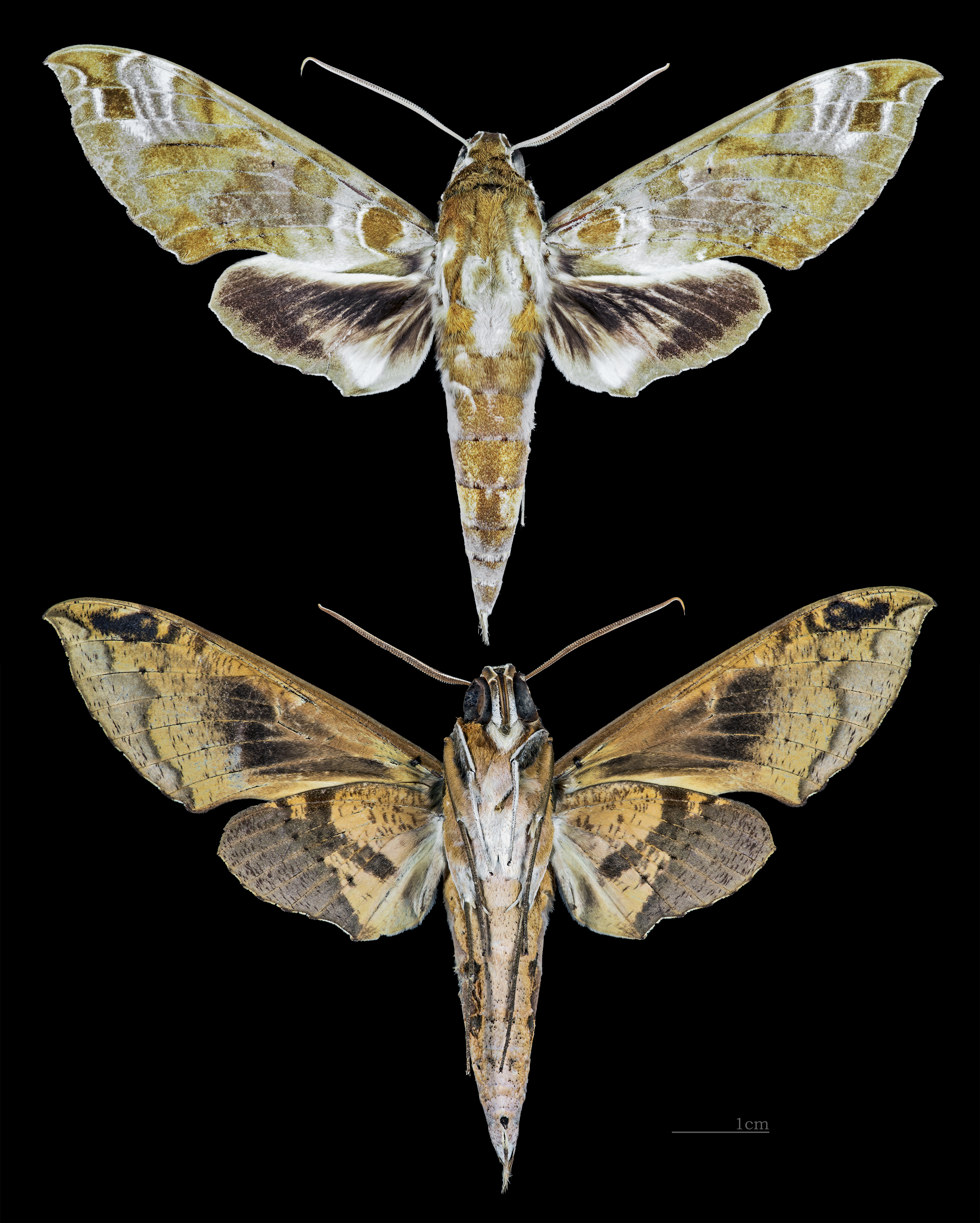
Cechenena helops
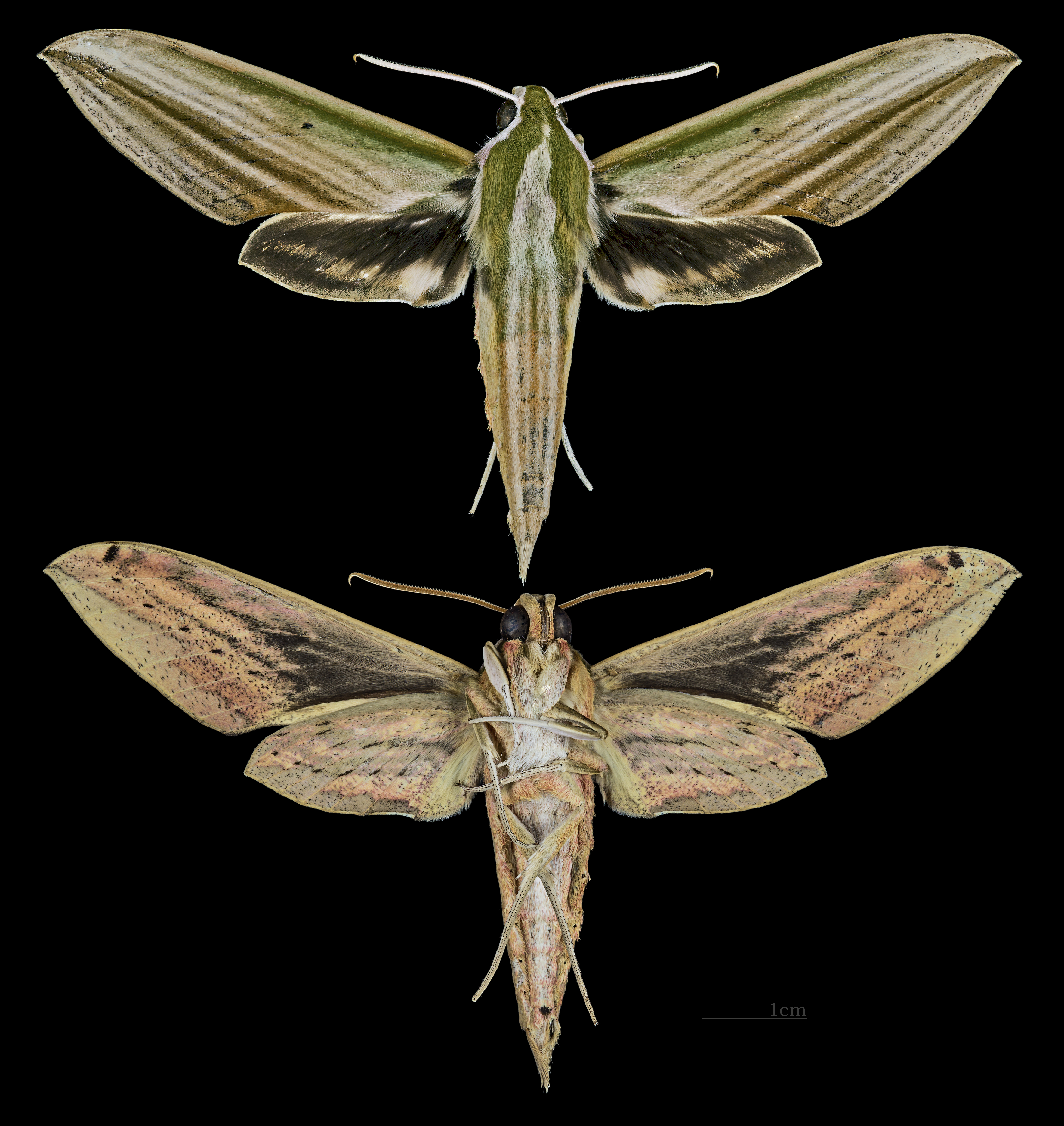
Cechenena lineosa
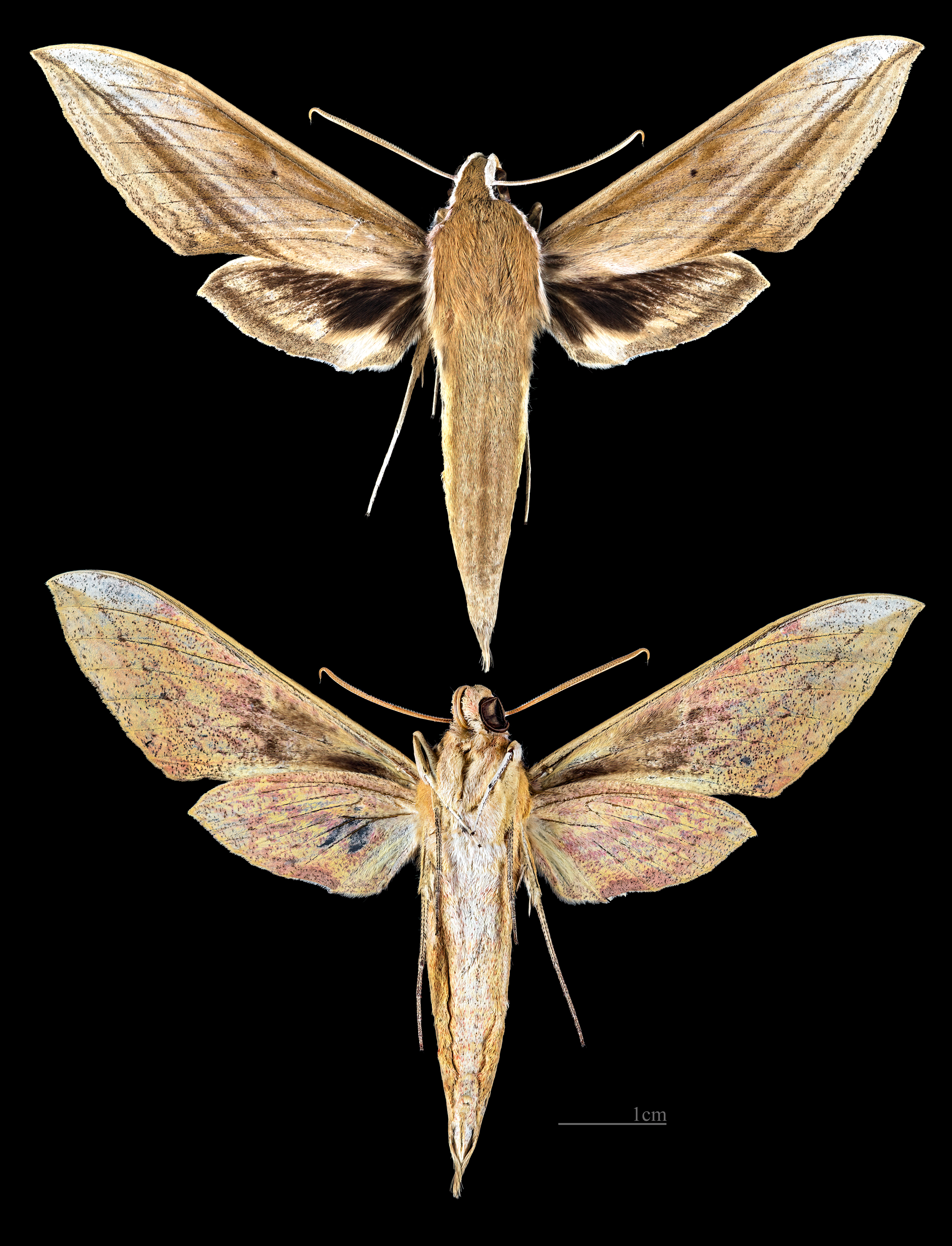
Cechenena minor
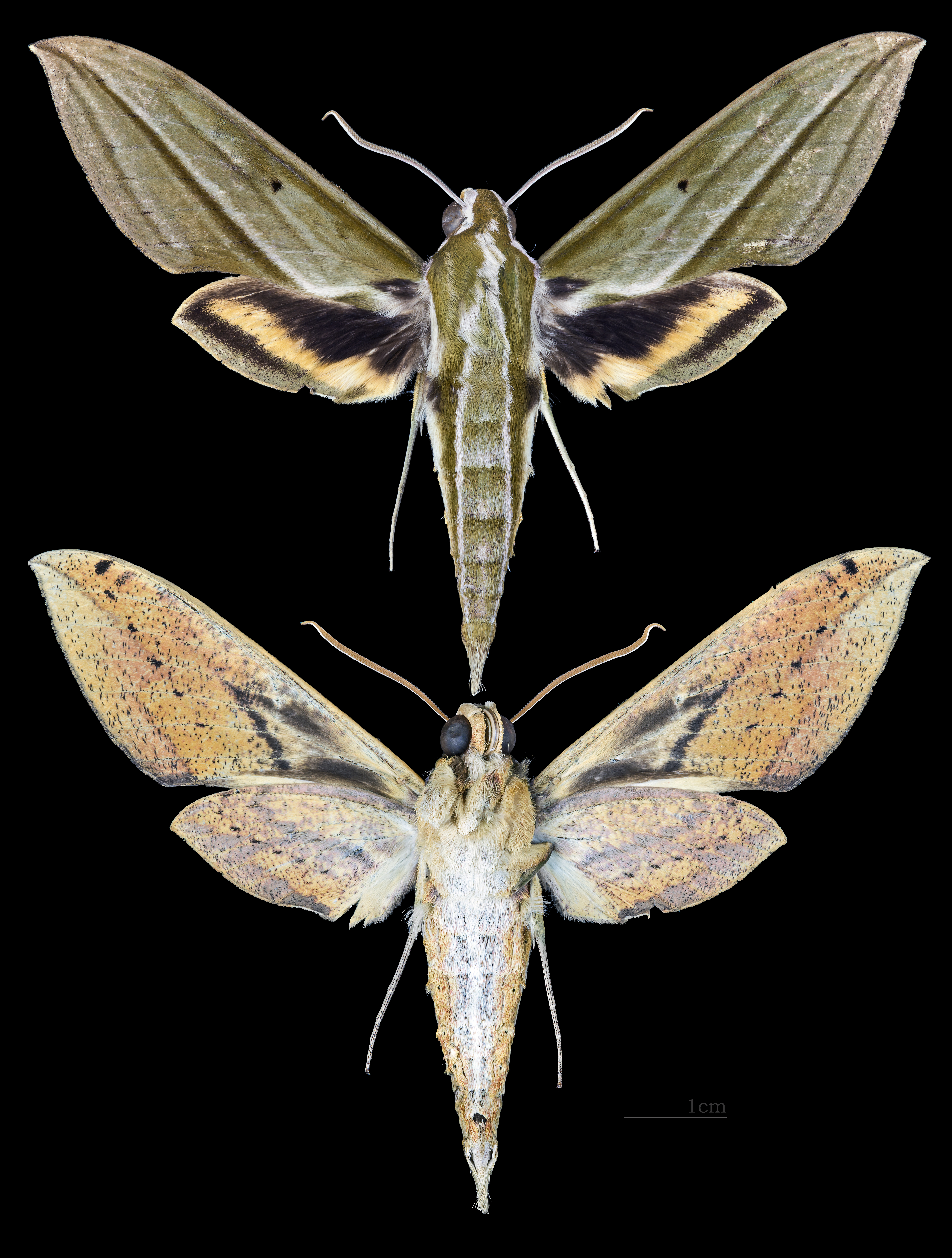
Cechenena pollux
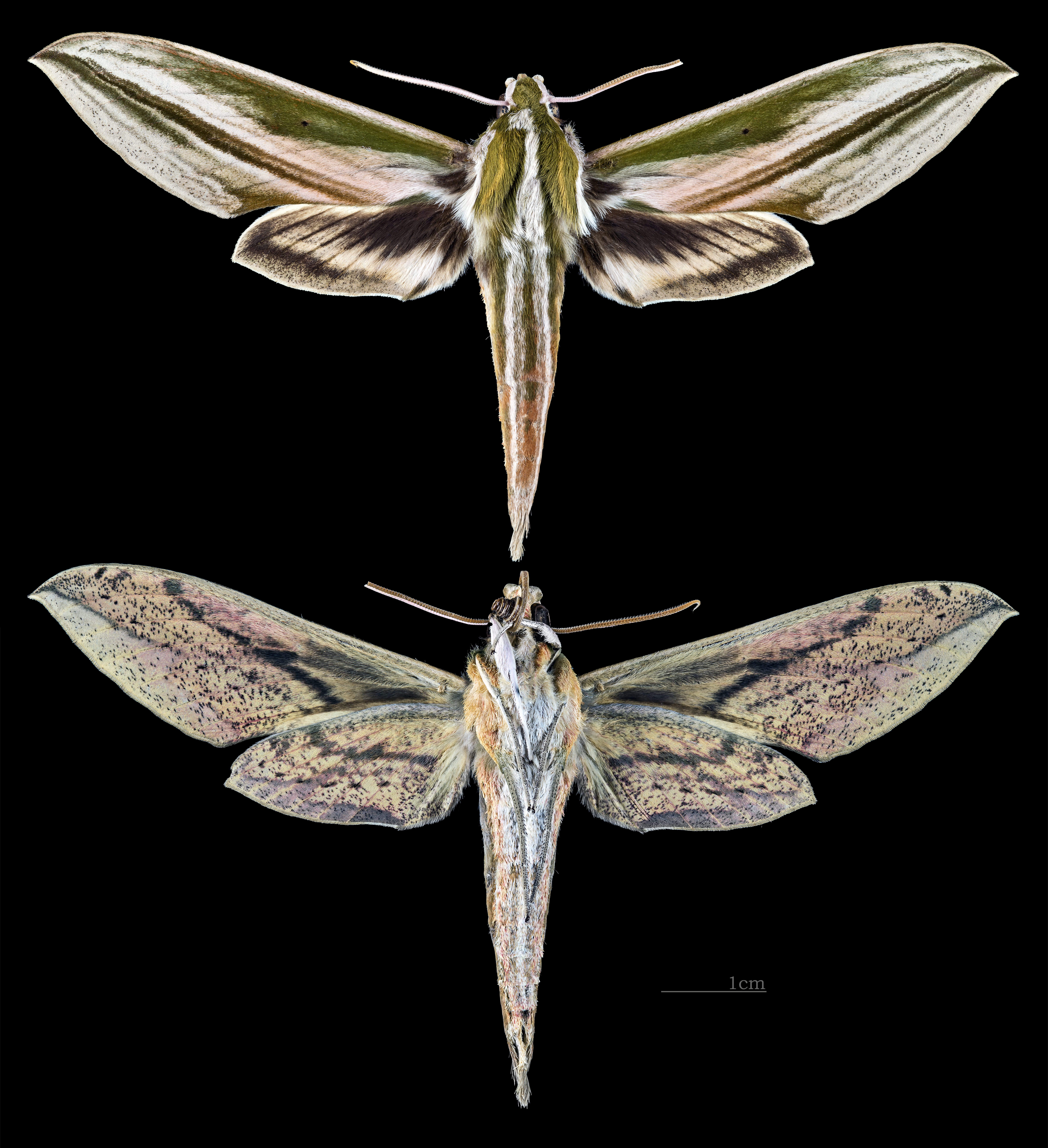
Cechenena scotti
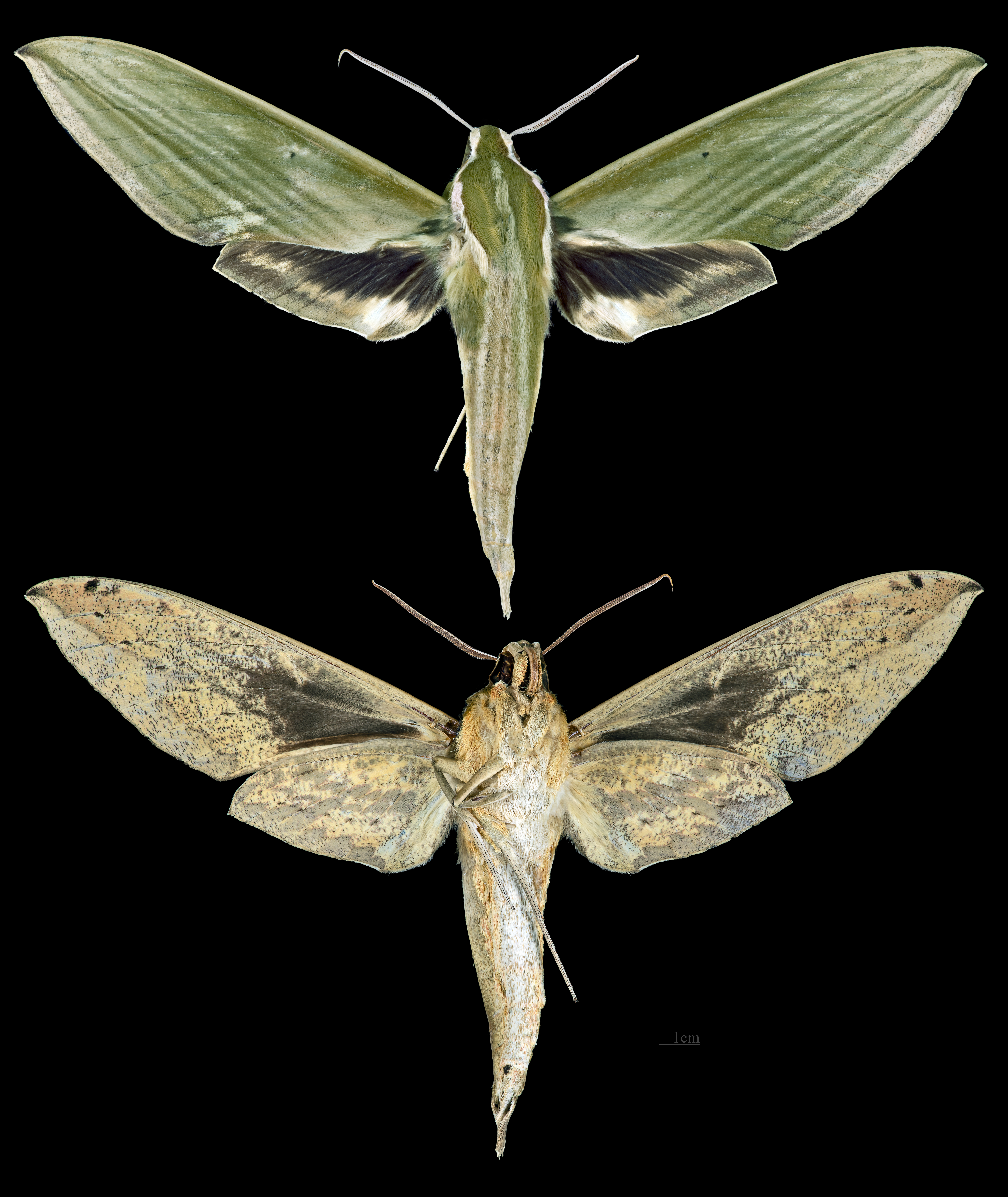
Cechenena subangustata
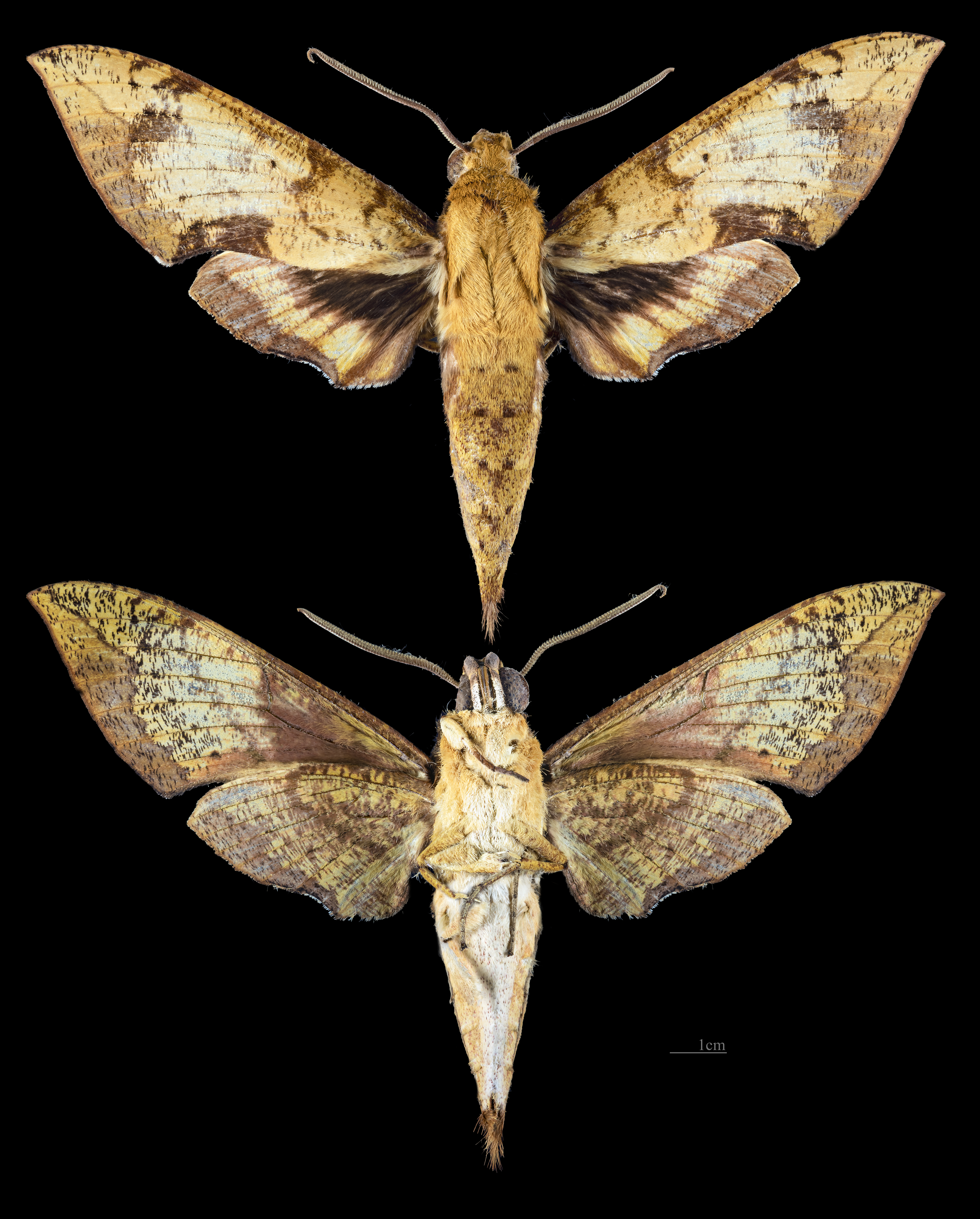
Cechenena transpacifica